# Sericanthe roseoides
Sericanthe roseoides är en måreväxtart som först beskrevs av De Wild. och Théophile Alexis Durand, och fick sitt nu gällande namn av Elmar Robbrecht. Sericanthe roseoides ingår i släktet Sericanthe och familjen måreväxter. Inga underarter finns listade i Catalogue of Life.